# VV Oldenzaal in het seizoen 1956/57
Het seizoen 1956/1957 was het tweede jaar in het bestaan van de Oldenzaalse betaaldvoetbalclub Oldenzaal. De club kwam uit in de Tweede divisie A en eindigde daarin op de zevende plaats. Tevens deed de club mee aan het toernooi om de KNVB beker, hierin werd de club in de derde ronde uitgeschakeld door VVV (0–4).

## Wedstrijdstatistieken

### Tweede divisie A
|       | Be Quick | Enschedese Boys | Go Ahead | Heerenveen | Heracles | Leeuwarden | Oosterparkers | PEC   | Rheden | Tubantia | Veendam | Velocitas | Zwartemeer | Zwolsche Boys |
| ----- | -------- | --------------- | -------- | ---------- | -------- | ---------- | ------------- | ----- | ------ | -------- | ------- | --------- | ---------- | ------------- |
| Thuis | 0 – 1    | 2 – 2           | 4 – 2    | 4 – 6      | 1 – 1    | 0 – 2      | 2 – 0         | 2 – 3 | 1 – 1  | 1 – 1    | 5 – 2   | 2 – 0     | 0 – 0      | 2 – 2         |
| Uit   | 4 – 0    | 1 – 1           | 0 – 2    | 1 – 2      | 6 – 1    | 2 – 0      | 4 – 1         | 4 – 4 | 2 – 4  | 1 – 1    | 3 – 3   | 1 – 2     | 2 – 2      | 3 – 2         |

### KNVB beker
| 1e ronde                                                    | Quick '20          | 0 – 2 (0 – 0) | Oldenzaal                                                |
| 19 augustus 1956 Plaats: Oldenzaal Oude Weerseloseweg       |                    |               | 65' Gerrit de Leeuw 89' Henk van Amelsfoort              |
| 2e ronde                                                    | Heerenveen         | 1 – 2 (0 – 1) | Oldenzaal                                                |
| 23 september 1956 Plaats: Heerenveen Gemeentelijk Sportpark | Aaldrik Engels 47' |               | 3' Gerrit de Leeuw 57' Toon Valks                        |
| Tussenronde                                                 | De Graafschap      | 1 – 2 (0 – 1) | Oldenzaal                                                |
| 26 december 1956 Plaats: Doetinchem De Vijverberg           | Dick Faber 76'     |               | 15' Ton Pierik 75' Nico van Triest                       |
| 3e ronde                                                    | Oldenzaal          | 0 – 4 (0 – 2) | VVV                                                      |
| 1 januari 1957 Plaats: Oldenzaal Het Heuveltje              |                    |               | 20' Frans de Bruin 40' Faas Wilkes 60', 78' Jozef Theuws |

## Statistieken Oldenzaal 1956/1957

### Eindstand Oldenzaal in de Nederlandse Tweede divisie A 1956 / 1957
| Stand | Gespeeld | Gewonnen | Gelijk | Verloren | Punten | Doelpunten voor | Doelpunten tegen |
| ----- | -------- | -------- | ------ | -------- | ------ | --------------- | ---------------- |
| 7e    | 28       | 8        | 11     | 9        | 27     | 51              | 57               |

### Topscorers
| #              | Naam                      | Goal |
| -------------- | ------------------------- | ---- |
| 1.             | Hennie Koopman            | 13   |
| 1.             | Gerrit de Leeuw           | 13   |
| 3.             | Gerrit Kuiper             | 8    |
| 4.             | Toon Valks                | 6    |
| 5.             | Ton Pierik                | 5    |
| 6.             | Nico van Triest           | 2    |
| 6.             | Chris Wonink              | 2    |
| 8.             | Johan Beuvink             | 1    |
| Eigen doelpunt |                           |      |
| –              | Piet Zwerver (Heerenveen) | 1    |
| Totaal         | Totaal                    | 51   |

| #      | Naam                | Goal |
| ------ | ------------------- | ---- |
| 1.     | Gerrit de Leeuw     | 2    |
| 2.     | Henk van Amelsfoort | 1    |
| 2.     | Ton Pierik          | 1    |
| 2.     | Nico van Triest     | 1    |
| 2.     | Toon Valks          | 1    |
| Totaal | Totaal              | 6    |